# Viaductul peste balta Cătușa
Viaductul peste balta Cătușa (denumit și Viaductul Cătușa, Viaductul SIDEX sau Viaduct Bulevardul Siderurgiștilor) este un viaduct rutier situat pe Bulevardul Siderurgiștilor din municipiul Galați, care face legătura între oraș și combinatul siderurgic traversând lacul Cătușa. Viaductul este al doilea din România care a fost realizat prin procedeul de execuție în consolă, iar în 2010 era cea mai mare construcție din beton precomprimat din țară. Exte unul din cele mai lungi viaducte din România, fiind depășit doar de viaductul de la Aciliu și cel de la Suplacu de Barcău, însă acesta din urmă nu este finalizat și dat în folosință.

## Istoric
Viaductul a fost construit pentru a asigura o legătură directă între Combinatul Siderurgic Galați și zona rezidențială a municipiului. Proiectul a fost realizat de un colectiv al Institutului de Proiectări Hidrotehnice și Drumuri condus de inginerul Nicolae Liță. Din echipa de proiectare au mai făcut parte Alexandru Tănăsescu, Ionel Beli, Cornel Rusu, Marin Bostan, Ion Cervinschi, Anca Rădulescu și Alexandrina Berbescu, iar din partea constructorului de poduri, inginerul Gheorghe Buzuloiu.
Constructorul desemnat a fost Grup Șantiere Construcții Hidrotehnice Galați, înființat în anul 1948 (actuala SC Hidrotehnica Galați SA), care la acea vreme funcționa ca antrepriză în cadrul Centralei Construcții Hidrotehnice Constanța, iar lucrările la viaduct au început în martie 1967.
Pentru pilele duble ale viaductului a fost ales procedeul fundării indirecte, cu fundații pe piloți Franki având lungimi de peste 40 m. Suprastructura a fost realizată prin procedeul execuției în consolă, cadrele suprastructurii fiind asamblate în același timp la stânga și la dreapta fiecărei pile, astfel încât secțiunile să fie tot timpul în echilibru (în consolă), precum talerele unei balanțe. Au fost utilizate 560 de tronsoane prefabricate, care au fost ridicate și asamblate prin precomprimare, cu ajutorul unor cărucioare de montaj acționate electric. În arhivele Bibliotecii Județene „V.A. Urechia” Galați și în diverse colecții se găsesc fotografii de șantier care înfățișează realizarea în consolă a suprastructurii viaductului.
Lucrările de construcție au durat timp de doi ani și zece luni, viaductul fiind finalizat în decembrie 1969.
Viaductul s-a confruntat încă de la început cu probleme de stabilitate, deoarece Valea Cătușa pe care o traversează este un teren mlăștinos, cu multiple tasări. Construcția a fost afectată de cutremurul din 1977, când s-a constat o deplasare a unora din pilele viaductului față de poziția proiectată. S-a decis monolitizarea pilelor duble cu un „scut” exterior din beton armat turnat la baza lor, pentru a le obliga să lucreze împreună, însă după cutremurul din 1986 au fost constatate alte deplasări. Lucrări superficiale de reparații au fost executate în 1993.
În 2005 a fost efectuată o expertiză, care a constatat că starea tehnică a construcției este satisfăcătoare, însă sunt necesare anumite lucrări de intervenție. Deoarece acestea nu au fost executate, degradările structurii s-au accentuat în anii următori. Întreținerea deficitară și traficul greu au șubrezit și mai mult construcția, iar în iunie 2011 au fost constatate distrugerea pereului și alunecarea sfertului de con de pe partea stângă a culeei Sidex, precum și tasarea umpluturii din spatele culeei. Drept urmare, au fost dispuse măsuri urgente de împiedicare a infiltrațiilor de apă în corpul terasamentului și o reactualizare a expertizei tehnice, care a fost efectuată în 2012 de specialiști ai IPTANA. Aceștia au încadrat viaductul în „clasa a IV-a”, respectiv „stare necorespunzătoare”. Pe baza expertizei tehnice a fost întocmită o documentație de proiectare în faza DALI (Documentație de Avizare a Lucrărilor de Intervenție), prin care s-a solicitat efectuarea a două tipuri de lucrări: de primă urgență, respectiv de reabilitare generală. În consecință, în luna iunie 2013 autoritățile locale au suspendat circulația pe viaduct a tuturor mijloacelor de transport și a pietonilor.
Primăria Galați a intenționat să convingă combinatul ArcelorMittal să cofinanțeze lucrările de reparații de primă urgență, însă conducerea acestuia a refuzat, motivând că viaductul este un obiectiv de infrastructură publică, și a sugerat primăriei să încerce accesarea de fonduri europene. În primăvara anului 2013 primăria Galați alocase deja 1,27 milioane de lei pentru lucrări de reparații, iar pe 14 decembrie 2014 a semnat un contract de execuție cu asocierea compusă din firmele locale SC Servland SRL Șendreni și Arcada Company SA. Deși predarea amplasamentului s-a făcut pe 17 aprilie 2014, lucrările propriu-zise nu începuseră încă un an mai târziu. În septembrie 2014, pe lângă proiectul de consolidare, primăria Galați a comandat lucrări suplimentare de reparații la sistemul de scurgere a apelor pluviale și de refacere a covorului asfaltic, trotuarelor și balustradelor. Reabilitarea sistemului de scurgere a apelor pluviale a fost executată de SC Servland SRL Galați, în timp ce îmbrăcămințile rutiere și parapetele au fost încredințate societății SP Ecosal SA, pentru un cost de 203.000 lei.
Lucrările pentru consolidarea podului au fost unele de urgență, punctuale, nu o reabilitare totală. Au fost efectuate reparații în dreptul uneia din pile, care era afectată de surpări, au fost deviate apele pluviale care săpau la fundația acesteia, remediate problemele de iluminat, vopsit gardul pe ambele părți și reparată porțiunea de drum care punea în pericol siguranța tramvaiului. Primăria a motivat că reabilitarea completă a viaductului este foarte costisitoare și a anunțat că intenționează în viitor să acceseze fonduri europene în acest sens.
Viaductul a fost redeschis traficului pe 26 iunie 2015, după reparații care în final au costat circa 120.000 de euro. A fost reluată circulația tramvaielor, cu restricție de viteză de 40 km/h, a curselor speciale de autobuz și a automobilelor, însă a rămas în continuare interzisă circulația camioanelor de mare tonaj.
Degradările au reapărut la scurtă vreme, fiind semnalate încă din 2018, astfel că autoritățile locale au organizat în 2019 o licitație pentru o expertiză tehnică a structurii. Firma SC Pod Proiect SRL din Iași a fost singura care a depus o ofertă și și-a adjudecat lucrarea pentru o valoare totală de 238.000 de lei cu TVA.
Pe 16 iulie 2020 a fost lansată o licitație subsecventă, în valoare estimată de 75.000 de lei fără TVA, pentru realizarea documentației de avizare a lucrărilor de intervenții, „în vederea eliminării deficiențelor stabilite prin expertizele tehnice”. Licitația a fost câștigată tot de SC Pod Proiect SRL, pentru suma de 68.000 de lei, iar contractul a fost semnat în septembrie 2020. O nouă licitație, în valoare estimată de 95.000 de lei fără TVA, a fost publicată în SEAP în noiembrie 2020, având drept obiect „Prestări servicii de inspecție tehnică - Urmărire specială a comportării în timp - Viaduct SIDEX, Galați”. Contractul, adjudecat de SC Pod Proiect SRL pentru suma de 87.000 de lei fără TVA, prevedea monitorizarea timp de 14 luni a viaductului, identificarea „cauzelor care periclitează exploatarea normală a construcției”, „depistarea deficiențelor apărute, a degradărilor și avariilor”, având drept scop „remedierea și evitarea accidentelor generate de starea tehnică necorespunzătoare, dar și limitarea costurilor de întreținere și reparații”.

## Descriere
Viaductul peste balta Cătușa este un pod în consolă. Suprastructura sa nu a fost turnată in situ (precum podul peste Mureș de la Arad, spre exemplu), ci realizată din cadre prefabricate, asamblate pe șantier. Lucrarea are o lungime totală de 1070 m (după alte surse, 1078,80 m), cu 15 deschideri, din care cele 13 centrale de 75 m, iar cele două laterale de 47,40 m. Lățimea totală este de 18,20 m, din care cea a părții carosabile este de 14,00 m. Viaductul este prevăzut cu patru benzi de circulație auto și două trotuare pietonale cu o lățime de 1,90 m fiecare. Pe benzile de circulație centrale sunt amenajate și cele două fire ale liniei de tramvai către combinatul siderurgic.
Fundațiile pilelor sunt realizate din piloni Franki cu diametrul de 60 cm fiecare, încastrați în radiere de beton armat de 3,50 – 4,50 m grosime. Înălțimea viaductului față de cota terenului natural variază între 25 m (minim) și 45 m (maxim).
Construcția a fost dimensionată pentru convoaie de vehicule pe roți A30, respectiv pentru zona de intensitate seismică 8,1.

### Caracteristici geometrice

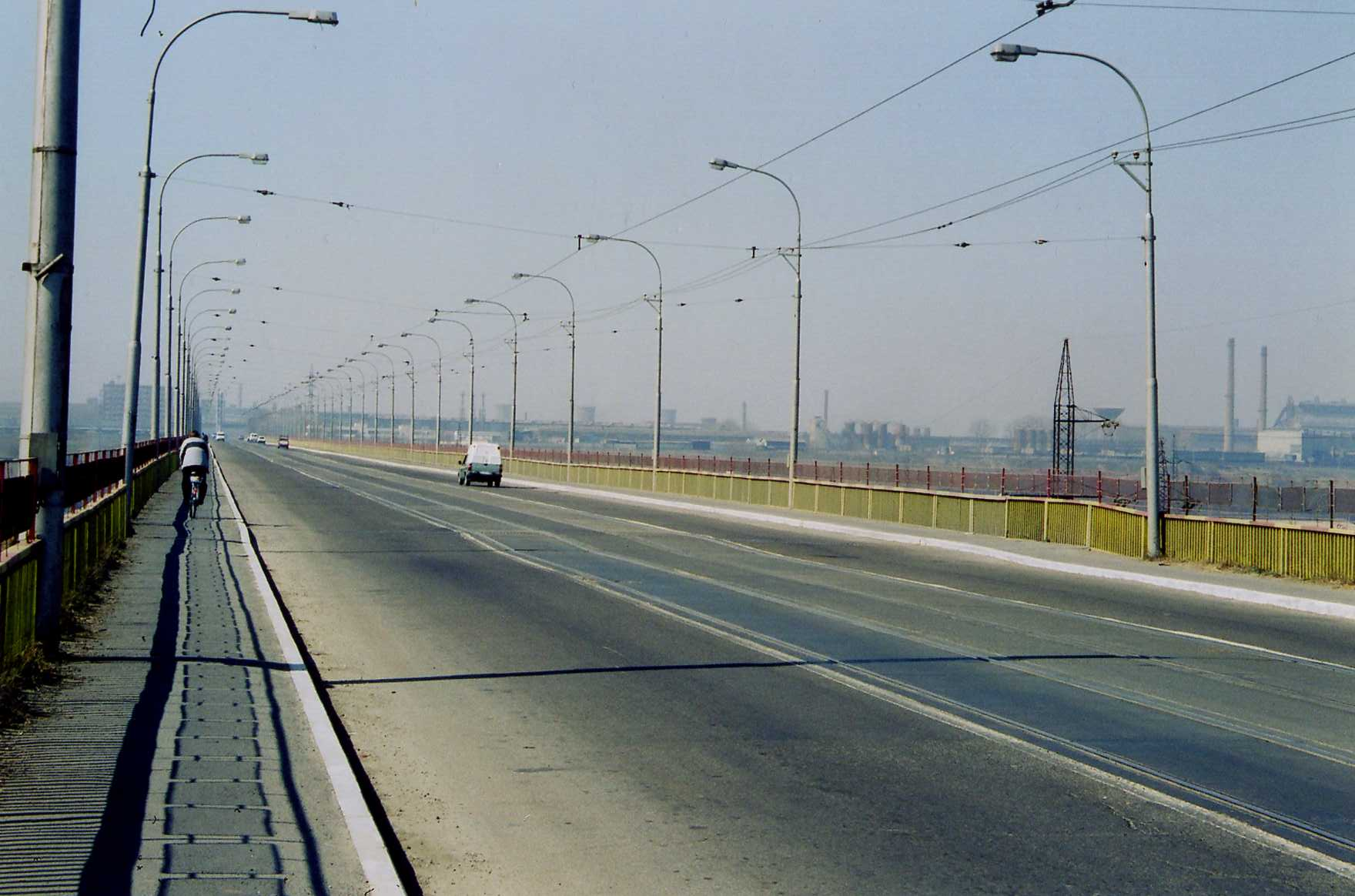
Bulevardul Siderurgiștilor pe viaduct, fotografie din anul 2009.

Podul prezintă următoarele caracteristici geometrice principale:
| Date tehnice              | Date tehnice                        | Date tehnice |
| Parametru                 | Valoare                             |              |
| ------------------------- | ----------------------------------- | ------------ |
| Deschideri                | 15                                  |              |
| Lungimea deschiderilor    | 47,40 m + 13 x 75,00 m + 47,40 m    |              |
| Lungime totală            | 1070 m (sau 1078,80 m)              |              |
| Lățime                    | 18,20 m                             |              |
| Lățimea părții carosabile | 14,00 m (4 benzi de 3,50 m fiecare) |              |
| Înălțime                  | 25 m (min.) – 45 m (max.)           |              |